# Yari Verschaeren
Yari Verschaeren (Sint-Niklaas, 12 juli 2001) is een Belgische voetballer die doorgaans als aanvallende middenvelder of als vleugelspeler speelt. Hij stroomde in 2018 door vanuit de jeugd van RSC Anderlecht. In 2019 maakte hij zijn debuut bij de Rode Duivels.

## Carrière

### RSC Anderlecht
Verschaeren werd op negenjarige leeftijd opgenomen in de jeugd van RSC Anderlecht. Hij tekende hier in de zomer van 2017 zijn eerste profcontract. Vanwege een blessuregolf mocht Verschaeren op 25 november 2018 zijn profdebuut maken voor RSC Anderlecht. Hij kreeg een basisplaats in een competitiewedstrijd tegen STVV. Verschaeren trof die dag de paal en werd na 78 minuten gewisseld voor mede-debutant Jérémy Doku. Vier dagen later maakte Verschaeren zijn Europese debuut. In een Europa League-wedstrijd tegen Spartak Trnava mocht hij na 81 minuten invallen voor Ryota Morioka. Hij maakte op zondag 27 januari 2019 zijn eerste profdoelpunt, de 1-1 tegen KAS Eupen. De wedstrijd eindigde in 2-1 voor RSC Anderlecht. Na het seizoen werd Verschaeren door de supporters uitgeroepen tot Anderlecht Speler van het Seizoen.
Goal.com plaatste Verschaeren in maart 2019 op de 48ste plaats in de top-50 grootste voetbaltalenten ter wereld (NxGn).
Op 19 maart 2023 in de wedstrijd tegen OH Leuven  liep Verschaeren een zware kruisbandblessure op in de linkerknie. Op 1 december 2023 maakte hij zijn wederoptreden bij het eerste elftal met invalbeurt tegen Westerlo.

## Clubstatistieken

### Jeugd
| Seizoen | Club                    | Competitie        | Competitie | Competitie | Competitie | Beker | Beker | Beker | Europa | Europa | Europa | Totaal | Totaal | Totaal |
| Seizoen | Club                    | Competitie        | Wed.       | Dlp.       | Ass.       | Wed.  | Dlp.  | Ass.  | Wed.   | Dlp.   | Ass.   | Wed.   | Dlp.   | Ass.   |
| ------- | ----------------------- | ----------------- | ---------- | ---------- | ---------- | ----- | ----- | ----- | ------ | ------ | ------ | ------ | ------ | ------ |
| 2017/18 | RSC Anderlecht UEFA U19 | UEFA Youth League | —          | —          | —          | —     | —     | —     | 3      | 0      | 1      | 3      | 0      | 1      |
| 2018/19 | RSC Anderlecht UEFA U19 | UEFA Youth League | —          | —          | —          | —     | —     | —     | 4      | 0      | 0      | 4      | 0      | 0      |
| TOTAAL  | TOTAAL                  | TOTAAL            | 0          | 0          | 0          | 0     | 0     | 0     | 7      | 0      | 1      | 7      | 0      | 1      |

### Senioren
| Seizoen     | Club           | Land            | Competitie      | Competitie | Competitie | Competitie | Beker | Beker | Beker | Supercup | Supercup | Supercup | Europa | Europa | Europa | Totaal | Totaal | Totaal |
| Seizoen     | Club           | Land            | Competitie      | Wed.       | Dlp.       | Ass.       | Wed.  | Dlp.  | Ass.  | Wed.     | Dlp.     | Ass.     | Wed.   | Dlp.   | Ass.   | Wed.   | Dlp.   | Ass.   |
| ----------- | -------------- | --------------- | --------------- | ---------- | ---------- | ---------- | ----- | ----- | ----- | -------- | -------- | -------- | ------ | ------ | ------ | ------ | ------ | ------ |
| 2018/19     | RSC Anderlecht | Vlag van België | Eerste klasse A | 21         | 2          | 4          | 0     | 0     | 0     | —        | —        | —        | 1      | 0      | 0      | 22     | 2      | 4      |
| 2019/20     | RSC Anderlecht | Vlag van België | Eerste klasse A | 21         | 2          | 1          | 1     | 0     | 0     | —        | —        | —        | —      | —      | —      | 22     | 2      | 1      |
| 2020/21     | RSC Anderlecht | Vlag van België | Eerste klasse A | 22         | 6          | 4          | 1     | 0     | 0     | —        | —        | —        | —      | —      | —      | 23     | 6      | 4      |
| 2021/22     | RSC Anderlecht | Vlag van België | Eerste klasse A | 36         | 7          | 5          | 5     | 0     | 2     | —        | —        | —        | 4      | 2      | 1      | 45     | 9      | 8      |
| 2022/23     | RSC Anderlecht | Vlag van België | Eerste klasse A | 28         | 2          | 2          | 1     | 0     | 0     | —        | —        | —        | 13     | 2      | 2      | 42     | 4      | 4      |
| 2023/24     | RSC Anderlecht | Vlag van België | Eerste klasse A | 19         | 1          | 5          | 2     | 0     | 0     | —        | —        | —        | —      | —      | —      | 21     | 1      | 5      |
| Club Totaal | Club Totaal    | Club Totaal     | Club Totaal     | 147        | 20         | 21         | 10    | 0     | 2     | 0        | 0        | 0        | 18     | 4      | 3      | 175    | 24     | 26     |
| TOTAAL      | TOTAAL         | TOTAAL          | TOTAAL          | 147        | 20         | 21         | 10    | 0     | 2     | 0        | 0        | 0        | 18     | 4      | 3      | 175    | 24     | 26     |

## Interlandcarrière
Verschaeren maakte deel uit van verschillende Belgische nationale jeugdelftallen. Hij nam met België –17 deel aan het EK –17 van 2018 en met België –21 aan het EK –21 van 2019. Toen hij voor dat beloften-EK in Italië en San Marino werd opgeroepen, had Verschaeren nog nooit voor de Belgische beloften gespeeld. In zijn tweede wedstrijd, de derde groepswedstrijd tegen Italië, scoorde hij bij een 0-2 achterstand de aansluitingstreffer. De 17-jarige Verschaeren werd zo de jongste doelpuntenmaker op een EK voor beloften.
Enkele maanden na zijn debuut als belofte-international kreeg Verschaeren al zijn eerste oproepingsbrief voor de Rode Duivels. Op 9 september 2019 maakte hij zijn interlanddebuut tijdens de EK 2020 kwalificatiewedstrijd tegen Schotland. Hij mocht op de 87ste minuut invallen voor Youri Tielemans. In zijn tweede interland op 10 oktober 2019, scoorde hij zijn eerste doelpunt voor België. In de 84ste minuut benutte hij een strafschop tijdens de EK kwalificatiewedstrijd tegen San Marino.

## Interlands
| Interlands van Yari Verschaeren | Interlands van Yari Verschaeren | Interlands van Yari Verschaeren | Interlands van Yari Verschaeren | Interlands van Yari Verschaeren | Interlands van Yari Verschaeren |
| No.                             | Datum                           | Wedstrijd                       | Uitslag                         | Soort Wedstrijd                 | Doelpunten                      |
| Als speler bij RSC Anderlecht   | Als speler bij RSC Anderlecht   | Als speler bij RSC Anderlecht   | Als speler bij RSC Anderlecht   | Als speler bij RSC Anderlecht   | Als speler bij RSC Anderlecht   |
| ------------------------------- | ------------------------------- | ------------------------------- | ------------------------------- | ------------------------------- | ------------------------------- |
| 1.                              | 9 september 2019                | Schotland – België              | 0 – 4                           | EK Kwalificatie 2020            | -                               |
| 2.                              | 10 oktober 2019                 | België – San Marino             | 9 – 0                           | EK Kwalificatie 2020            | 84' (pen.)                      |
| 3.                              | 19 november 2019                | België – Cyprus                 | 6 – 1                           | EK Kwalificatie 2020            | -                               |
| 4.                              | 8 september 2020                | België – IJsland                | 5 – 1                           | UEFA Nations League 2020/21     | -                               |
| 5.                              | 8 oktober 2020                  | België – Ivoorkust              | 1 – 1                           | Vriendschappelijk               | -                               |
| 6.                              | 11 oktober 2020                 | Engeland – België               | 2 – 1                           | UEFA Nations League 2020/21     | -                               |
| 7.                              | 29 maart 2022                   | België – Burkina Faso           | 3 – 0                           | Vriendschappelijk               | –                               |
| Totaal                          | Totaal                          | Totaal                          | Totaal                          | Totaal                          | 1                               |

Bijgewerkt tot 29 maart 2022

## Erelijst
| Individueel                       |    |      |
| Jonge Profvoetballer van het Jaar | 1x | 2019 |
| Prijs Dominique D'Onofrio         | 1x | 2019 |

## Trivia
- De vader van Yari, Gunter Verschaeren, was zelf ook voetballer. Bij Zultse VV was Francky Dury zijn trainer.[8]